# Gytha de Wessex
Gytha de Wessex (în engleză Gytha of Wessex, decedată în 1098, 1106 sau 1107) a fost o prințesă engleză. fiica ultimului rege anglo-saxon, Harold Godwinson. După moartea tatălui său și Cucerirea normandă, s-a refugiat cu doi frați ai săi în Danemarca, iar apoi s-a căsătorit cu cneazul Vladimir al II-lea Monomahul.

## Biografie
Gytha a fost fiica regelui Angliei Harold Godwinson și a concubinei / soției sale Edith cu Gât de Lebădă, în engleză Edith Swanneck. Ea purta chiar numele bunicii sale paterne Gytha Thorkelsdóttir. Nu se știe nimic despre viața sa înainte de Cucerirea normandă, în 1066.
Potrivit lui cronicarului Saxo Grammaticus, din secolul al XIII-lea, Gytha și doi frați ai săi (probabil Magnus și Godwin sau Edmund) s-au refugiat la curtea vărului lor primar, Sven Estridsen al Danemarcei, după moartea tatălui lor în bătălia de la Hastings, din 1066. Cei doi frați sunt tratați cu ospitalitate, Magnus intrând în serviciul la nivel înalt al lui Bolesław al II-lea cel Generos, iar sora lor a fost măritată cu Marele Cneaz al Kievului, Vladimir al II-lea Monomahul, probabil prin 1074. Acest lucru a avut loc în 1069/1070, când Bolesław i-a readus la putere pe Iziaslav I ca Mare Cneaz și pe Gertruda (mătușa lui Bolesław), după ce fuseseră înlăturați. Rolul lui Gytha în timpul domniei lui Vladimir nu este documentat. Vladimir a explicat într-o carte de Instrucțiuni (în rusă, transliterat: „Poucenie”) pentru fiii săi, scrisă în secolul al XII-lea: „Iubiți-vă soțiile, dar nu le acordați nicio putere asupra voastră.” În cartea sa, Vladimir a menționat și moartea recentă a mamei lui Iuri.
Gytha a fost mama lui Mstislav cel Mare, ultimul conducător al Rusiei Kievene Unite. În saga nordice, Mstislav este numit Harald, după numele bunicului său. În timpul vieții sale, Gytha, în calitate de soție a lui Vladimir, a fost cneaghină de Smolensk; cu toate acestea, a murit înainte ca soțul ei să devină Mare Cneaz al Kievului în 1113, astfel că nu a fost niciodată Mare Cneaghină a Kievului.
Ea a favorizat cultul sfântului Pantelimon din Nicomedia și a făcut donații mănăstirii benedictine care îi este dedicată la Köln (actuala Biserică Sfântul Pantelimon din Köln). Diferitele versiuni ale Cronicii vremurilor trecute nu se pun de acord asupra anului morții prințesei Gytha. Letopisețul Ipatiev situează moartea Gythei pe 7 mai 1106, în timp ce Letopisețul Laurențian o plasează un an mai târziu, la 7 mai 1107.

### Copii
Cu Vladimir al II-lea Monomahul, Gytha a avut mai mulți copii, printre care:
- Mstislav cel Mare (1076–1132)
- Iziaslav Vladimirovici, Cneaz de Kursk († 6 septembrie 1096)
- Sviatoslav Vladimirovici, Cneaz de Smolensk și Pereiaslav († 16 martie 1114)
- Iaropolk al II-lea al Kievului († 18 februarie 1139)
- Viaceslav I al Kievului († 2 februarie 1154)

Este posibil ca Gytha să fi fost și mama a încă doi fii suplimentari:
- Roman (mort la 6 ianuarie 1119, cneaz al Volâniei;
- Iuri Dolgoruki (n. prin 1099 – d. 15 mai 1157), Mare Cneaz de Kiev (poate de la o concubină).

### Controverse privind data morții Gythei
Există o problemă în stabilirea datei decesului lui Gytha. Aceasta este plasată între 1098 și 1107. Patericonul de la mănăstirea Sfântul Pantaleon din Köln (acum Biserica Sfântul Pantaleon din Köln) spune că „Gytha regina” (Gida regina) a murit ca monahie la 10 martie. Se presupune că anul este 1098. Se spune că la această dată a fost ținută o slujbă pentru ea, pentru a comemora timpul petrecut în Flandra. Se spune că Gytha l-ar fi însoțit pe Godefroy de Bouillon, într-un pelerinaj în Țara Sfântă, în timpul Primei Cruciade și că ar fi murit acolo. Potrivit înscrisurilor mănăstirii Sfântului Pantelimon din Köln, în ipoteza lui A. V. Nazarenko, Gytha de Wessex a murit la 10 martie 1098, în afara vechiului stat rus.
Potrivit „Testamentului lui Vladimir Monomahul”, mama lui Iuri Dolgoruki a murit la 7 mai 1107. Dacă Gytha a murit în 1098, atunci Iuri ar fi putut fi fiul celei de-a doua soții a tatălui său, Efimia (cu care Vladimir Monomahul, în acest caz, se presupune că s-a căsătorit în jurul anului 1099). Cu toate acestea, înseamnă că nu există nicio mențiune în lucrările lui Vladimir Monomahul despre moartea lui Gytha, în ciuda faptului că aceasta a fost prima sa soție. Nașterea lui Iuri cade atunci în jurul anului 1099/1100. Cu toate acestea, cronica primară consemnează prima căsătorie a lui Iuri, la 12 ianuarie 1108. Aceasta înseamnă că Iuri s-a născut înainte de c.1099/1100 (deoarece nu putea avea 6-9 ani la momentul căsătoriei). Apoi, înseamnă că Gytha ar fi putut fi mama lui Iuri și a murit în 1107.

## Moștenirea
Potrivit politicianului și istoricului rus Vladimir Medinski, Gytha a avut o influență semnificativă asupra relațiilor publice ale lui Vladimir Monomahul: „Soția engleză a lui Kneazului nu a fost irosită”. Ca sursă, Medinski citează analiza comparativă a lui M. P. Akekseev între scrierile lui Vladimir Monomahul și cele ale lui Alfred cel Mare, precum și alte texte anglo-saxone anonime, pe atunci contemporane.
Prin fiul ei, Mstislav cel Mare, Gytha a fost strămoașa atât a lui Philippa de Hainaut, cât și a regelui Eduard al III-lea al Angliei și, prin urmare, a tuturor monarhilor englezi și ai Regatului Unit care au urmat. Prin Mstislav, ea a fost, de asemenea, o strămoașă al lui Alexandr Nevski și, ulterior, strămoașă al primului țar al Rusiei, Ivan al IV-lea cel Groaznic.